# Hello (singel Martina Solveiga)
Hello to singel francuskiego muzyka Martina Solveiga i kanadyjskiej formacji Dragonette. Utwór został wydany 27 września 2010 roku. Napisany przez Martina Solveiga i Martinę Sorbarę a wyprodukowany przez Martina Solveiga.

## Lista utworów
- UK CD single

1. "Hello" (UK radio edit) – 2:45
2. "Hello" (Club) – 5:33
3. "Hello" (Michael Woods Remix) – 7:18
4. "Hello" (Michael Woods Dub) – 7:18
5. "Hello" (Sidney Samson Remix) – 5:18
6. "Hello" (Dada Life Remix) – 5:33
7. "Hello" (Bassjackers Remix) – 5:03